# تئودور کایلر یانگ
تئودور کایلر یانگ جونیور (به انگلیسی: Theodore Cuyler Young, Jr.) (متولد ۳۰ مارس ۱۹۳۴ در رشت - درگذشت ۷ فوریه ۲۰۰۶) استاد باستان‌شناس و ایرانی‌شناس دانشگاه تورنتو است.
او یکی از نویسندگان کتاب فرهنگ اجتماعی یا فرهنگ و شکل اجتماعی خاور نزدیک، سهیم بود.
او برخی مقالاتش را در ایران: مجله انجمن ایرانشناسی بریتانیا چاپ می‌کرد.

## سابقه کاری
کسب مدرک دکترای خاورشناسی از دانشگاه پنسیلوانیا. استاد مطالعات خاورنزدیک در دانشگاه تورنتو بین سال‌های ۱۹۶۳ تا ۲۰۰۴. موزه‌دار موزه سلطنتی آنتاریو در بخش تمدن آسیایی و خاور نزدیک بین سال‌های ۱۹۶۳–۱۹۸۶. مدیر موزه سلطنتی آنتاریو بین سال‌های ۱۹۸۶ تا ۲۰۰۴. مدیر گروه حفاری و کاوش گودین تپه در ایران، بین سال‌های ۱۹۶۷ تا ۱۹۷۷.

## آثار منتخب
- T. CUYLER YOUNG, JR, "The Early History of the Medes and the Persians and the Achaemenid Empire to the Death of Cambyses", in The Cambridge Ancient History Volume 4: Persia, Greece and the Western Mediterranean, c.525 to 479 BC, ed. John Boardman, N. G. L. Hammond, D. M. Lewis, M. Ostwald,Cambridge university press, 1988. 1–52. doi:10.1017/CHOL9780521228046.002. ISBN 9780521228046
- Young, Jr. TC. "The consolidation of the empire and its limits of growth under Darius and Xerxes". In: Boardman J, Hammond NGL, Lewis DM, Ostwald M, eds. The Cambridge Ancient History. Vol 4. 2nd ed. The Cambridge Ancient History. Cambridge: Cambridge University Press; 1988:53-111. doi:10.1017/CHOL9780521228046.003
- T. Cuyler Young, Jr. , "GODIN TEPE" in Encyclopædia Iranica, Vol. XI, Fasc. 1, pp. 39-40
- Cuyler Young, t. “CYRUS THE GREAT”. In Encyclopedia Americana. vol. 8. NEW YORK: AMERICAN CORPORATION, 1963
- THEODORE CUYLER YOUNG, "PROTO-HISTORIC WESTERN IRAN, AN ARCHAEOLOGICAL AND HISTORICAL REVIEW: PROBLEMS AND POSSIBLE INTERPRETATIONS." (۱ ژانویه ۱۹۶۳).
- Theodore Cuyler Young, Philip E. L. Smith, and Peder Mortensen, eds. , The Hilly Flanks and Beyond: Essays on the Prehistory of Southwestern Asia, Chicago, 1983, pp. 207-30.
- Robert H. Dyson, Jr. and T. Cuyler Young, Jr, “The Solduz Valley, Iran: Pisdeli Tepe,” Antiquity 34, 1960, pp. 19-27.
- T. Cuyler Young, Jr. , Excavations at Godin Tepe: First Progress Report, Royal Ontario Museum of Art and Archaeology, Occasional Paper 17, Toronto, 1969.
- T. Cuyler Young, Jr, “Godin Tepe Period VI/V and Central Western Iran at the End of the Fourth Millennium,” in Uwe Finkbeiner and Wolfgang Rollig, eds. , Gamdat Nasr: Period or Regional Style?, Wiesbaden, 1986, pp. 212-28.
- T. Cuyler Young, Jr. and Louis D. Levine, Excavations of the Godin Project: Second Progress Report, Royal Ontario Museum of Art and Archaeology, Occasional Paper 26, Toronto, 1974.
- T. Cuyler Young Jr. , The Chronology of the Late Third and Second Millennia in Central Western Iran as Seen from Godin Tepe, American Journal of Archaeologyvol. 73, no. 3, pp. 287–291, 1969

- مقاله او در مورد تپه حسنلو، به همراه مقالات دیگر باستان‌شناسان، توسط علیون و علی صدرائی در کتاب «معماری حسنلو» گردآوری و ترجمه شد و توسط نشر پروژه ترجمه حسنلو چاپ گردید.